# Marion Rösiger
Marion Rösiger (* 20. Jahrhundert) ist eine ehemalige deutsche Kanutin.
Marion Rösiger gewann mit Martina Bischof die vier DDR-Meisterschaften von 1976 bis 1979 im Zweier-Kajak über 500 m. 1977 gewann sie zudem im Einzel, 1978 und 1979 im Vierer. 1977 und 1978 wurde das Duo Rösiger / Bischof Weltmeister und 1979 Zweiter der Weltmeisterschaft. Aufgrund von „Westkontakten“ wurde Rösiger vor den Olympischen Spielen 1980 in Moskau nicht für den Zweier-Kajak nominiert, obwohl sie sich wie auch Bischof und Carsta Genäuß dafür qualifiziert hatte. Der K2 ist mit Bischof und Genäuß besetzt worden und errang die Goldmedaille über 500 m.
1978 wurde sie mit dem Vaterländischen Verdienstorden ausgezeichnet.